# Słone palce
Słone palce – mieszanie słonej wody w oceanie opisywane przez różnicę w prędkości dyfuzji temperatury i soli w wodzie. Podobny efekt obserwowany jest we wnętrzu gwiazd, magmie, ciekłych metalach.
Gęstość wody zależy od jej temperatury i zasolenia. W obszarach tropikalnych ciepła i słona woda znajduje się powyżej zimniejszej i mniej zasolonej wody. Zwiększenie zasolenia w górnej warstwie jest związane w obszarach tropikalnych z parowaniem. Ponieważ dyfuzja ciepła jest znacznie szybsza niż dyfuzja koncentracji soli to małe cząstki wody przemieszczone w dół szybko osiągają temperaturę otoczenia, ale zachowują swoje podwyższone zasolenie. Powoduje to dalsze opadanie tych cząstek. Podobnie cząstki przemieszczone w górę szybko osiągają temperaturę otoczenia i będą dalej przemieszczać się do góry. Ten proces nazywa się konwekcją „słonych palców”.
Parametrem określającym niestabilność „słonych palców” jest stosunek stabilności
{\displaystyle R=\alpha {\frac {\partial T}{\partial z}}/\beta {\frac {\partial S}{\partial z}},}
gdzie {\displaystyle \alpha } i {\displaystyle \beta } są współczynnikami rozszerzalności termicznej dla wody i soli.
Efektem związanym z efektem „słonych palców” jest schodkowa struktura rozkładu temperatury i zasolenia w górnych warstwach oceanu. Ta schodkowa struktura polega na istnieniu warstw dobrze wymieszanych o głębokości 10–30 metrów rozdzielonych wąskimi obszarami wymiany słonopalcowej. Te wąskie obszary dostarczają strumieni potrzebnych do utrzymania warstw dobrze wymieszanych.
W obszarze słonych palców istnieje silny gradient temperatury – około 1 °C i zasolenia – około 0,1 PSU. Warstwy dobrze wymieszane mają głębokość pomiędzy 5 m a 30 m.
Efekt „słonych palców” obserwowany w oceanie ma swoją analogię w innych systemach, w których różnica dyfuzji pomiędzy dwoma składnikami prowadzi do podobnego efektu. Tak dzieje się m.in. we wnętrzu gwiazd, mieszaninie ciekłych metali i w magmie. Nie jest oczywiste, czy istnieje analog konwekcji „słonych palców” w atmosferze Ziemi; choć analogiem soli morskiej w atmosferze mogą być para wodna, pyły zawieszone lub krople wody.